# Folk er folk
Folk er Folk är en norsk ideell förening grundad år 2010 som arbetar mot vad de anser vara orättfärdig behandling av romer och rumäner i Norge.
Organisationen blev uppmärksammad i norsk media våren och sommaren 2012. I mars 2012 började Folk er folk att dela ut ett upprop med rubriken »Er du lei av å jage rumenere?» (är du trött på att jaga rumäner?) för att samla in pengar till tält för tiggare i Oslotrakten att bo i. I maj startade de en arbetsförmedling och i juni lanserade de gatutidningen Folk er Folk efter förebild av =Oslo (motsvarande tidningen Faktum eller Situation Sthlm), som två alternativ till tiggeriet. Då romer i juli slog upp ett tältläger utanför Sofienbergs kyrka, kritiserade Folk er folk sättet som polisen behandlade ärendet på, och försvarade romerna. Organisationens ordförande och talesperson Bjønnulv Evenrud mottog flera mordhot efter detta. Evenrud blev senare samma år utnämnd till Årets nordmann av tidningen Ny Tid för sitt arbete för romerna.
I januari 2015 lanserades tidningen i en svensk version, Folk är folk, i Stockholm.
I mars 2015 rapporteras att Folk är folk försäljare hotar Faktum (tidning) försäljare i Göteborg. Enligt Matias Ghansah, distributionschef på Faktum, ligger skulden hos distributören av Folk är folk snarare än hos tiggarna som säljer tidningen.